# Xinidium howdeni
Xinidium howdeni là một loài bọ cánh cứng trong họ Bọ hung (Scarabaeidae).